# Poul Thomsen
Johannes Poul Thomsen (* 15. Februar 1922 in Bårse auf Süd-Seeland (Sydsjælland), Dänemark; † 16. Dezember 1988 in Gentofte) war ein dänischer Schauspieler.

## Leben
Thomsen absolvierte von 1945 bis 1949 an der Odense Teaters elevskole seine Schauspielausbildung. Als Theaterschauspieler tourte er anschließend durch verschiedene dänische Provinzen, bis er sich 1950 in Kopenhagen niederließ. Er trat dort in verschiedenen Rollen und an mehreren Theaterhäusern auf, wie im Ungdommens Teater, (ehemals Betty Nansen Teatret), Fiolteatret, Folketeatret, Gladsaxe Teater und im Comediehuset.
Poul Thomsen hatte auch mehrere Auftritte in dänischen Radiosendungen von Danmarks Radio, bei dem er ein sehr beliebter Sprecher mit einem guten Ruf war. Außer seiner dortigen Tätigkeit als Hörfunkmoderator und Programmansager wirkte er noch im dänischen Radioteatret (Radiotheater) mit, in dem er verschiedene Rollen sprach. Weiterhin sprach er mehrere Hörbücher für den Radiosender DR 1 und ebenso für den dänischen Verlag Gyldendal ein. Die bekanntesten Hörbücher waren Den fremmede af Albert Camus auf DR 1 und von Gyldendal-Audiobücher die Erzählung En dejlig torsdag af John Steinbeck.
Thomsen spielte in vielen dänischen Filmen mit. Meist verkörperte er kleine markante, wichtige Nebenrollen. Bei den dänischen Fernsehserien Die Leute von Korsbaek (Matador) und Oh, diese Mieter (Huset på Christianshavn) spielte er unter anderem in mehreren Folgen mit. In der Olsenbande-Reihe wirkte er in verschiedenen Nebenrollen bei zehn Filmen mit. Insgesamt wirkte Thomsen in mehr als 130 Film-und-Fernsehproduktionen mit. 1985 ging er in den Ruhestand.

## Privates
Thomsen war von 1947 bis 1954 in erster Ehe mit Antonie Biering verheiratet. Die Ehe blieb kinderlos. In zweiter Ehe war er ab 1960 mit Åse Scharling verheiratet, mit der er einen Sohn und eine Tochter bekam. Er wurde auf dem Solbjerg-Parkkirkegård in Frederiksberg beigesetzt.

## Filmografie
- 1944: Otte akkorder
- 1949: Lejlighed til leje
- 1951: Vores fjerde far
- 1953: Vater und seine Vier (Far til fire)
- 1958: Spion 503
- 1958: Styrmand Karlsen
- 1959: Helle for Helene
- 1960: Verliebt in Kopenhagen (Forelsket i København)
- 1960: Skibet er ladet med
- 1961: Komtessen
- 1961: Reptilicus
- 1961: Ullabella
- 1962: Venus fra Vestø
- 1962: Den kære familie
- 1962: Duellen
- 1963: Bussen
- 1964: Blindgänger vom Dienst (Majorens oppasser)
- 1966: Slap af, Frede
- 1966: Kleine Sünder – große Sünder (Min søsters børn)
- 1966: Soyas tagsten
- 1967: Mig og min lillebror
- 1968: Stormvarsel
- 1968: Die Olsenbande Olsen-Banden als Polizist
- 1969: Kys til højre og venstre
- 1969: Die Olsenbande in der Klemme (Olsen-banden på spanden)
- 1970: Rend mig i revolutionen
- 1970–1976: Oh, diese Mieter (Huset på Christianshavn)
- 1971: Den forsvundne fuldmægtig
- 1972: Die Olsenbande und ihr großer Coup (Olsen-bandens store kup)
- 1972: Præsten i Vejlby (1972)
- 1974: Der (voraussichtlich) letzte Streich der Olsenbande (Olsen-bandens sidste bedrifter)
- 1975: Die Olsenbande stellt die Weichen (Olsen-banden på sporet)
- 1975: Familien Gyldenkål
- 1976: Hjerter er trumf
- 1976: Julefrokosten
- 1976: Familien Gyldenkål sprænger banken
- 1976: Die Olsenbande sieht rot (Olsen-banden ser rødt)
- 1976: Affæren i Mølleby
- 1976: Blind makker
- 1977: Die Olsenbande schlägt wieder zu (Olsen-banden deruda’)
- 1978: Firmaskovturen
- 1978: Fængslende feriedage
- 1978: Die Olsenbande steigt aufs Dach (Olsen-banden går i krig)
- 1979: Trællenes oprør
- 1979: Die Olsenbande ergibt sich nie (Olsen-banden overgiver sig aldrig)
- 1980: Der Augenblick (Øjeblikket)
- 1980: Danmark er lukket
- 1980: Undskyld vi er her
- 1980: Trællenes børn
- 1981: Die Leute von Korsbaek (Matador)
- 1981: Jeppe på bjerget
- 1981: Kniven i hjertet
- 1981: Die Olsenbande fliegt über alle Berge (Olsen-banden over alle bjerge)
- 1982: Pengene eller livet
- 1983: Rejseholdet
- 1984: Samson & Sally (Synchronstimme von Samsons Papi)[4]
- 1985: Johannes' hemmelighed
- 1985: Når engle elsker
- 1985: Den kroniske uskyld